# Route nationale 168a
La route nationale 168a ou RN 168a était une route nationale française reliant Moncontour à Yffiniac.
À la suite de la réforme de 1972, elle a été déclassée en RD 765.

## Ancien tracé de Moncontour à Yffiniac (D 765)
- Moncontour
- La Gare d'Yffiniac, commune d'Yffiniac
- Yffiniac